# Nikołaj Baskow
Nikołaj Wiktorowicz Baskow (ros. Николай Викторович Басков, ur. 15 października 1976 w miejscowości Bałaszycha, obwód moskiewski) – rosyjski śpiewak i piosenkarz (tenor), Zasłużony Artysta Federacji Rosyjskiej (2001), Ludowy Artysta Federacji Rosyjskiej (2009).
Znany także jako prezenter programów telewizyjnych i showman.

## Życiorys
Urodził się 15 października 1976 w mieście Bałaszycha. Od 3. do 7. klasy uczył się w Szkole Podstawowej № 186 w Nowosybirsku.
W latach 1986–1992 grał na scenie Muzycznego Teatru Młodego Aktora, z zespołem którego wyjeżdżał na występy do Stanów Zjednoczonych, Izraela, Szwajcarii i Francji. W roku 1996 rozpoczął studia w Rosyjskiej Akademii im. Gniesinych. Baskow był uczniem sztuki wokalnej u L. Szechowej. Był w klasie mistrzowskiej José Carrerasa, laureatem ogólnokrajowego konkursu romansu i hiszpańskiego konkursu Grand voce, a także trzykrotnym zdobywcą nagrody Owacja w nominacji Złoty głos Rosji (Золотой голос России).
Od 1998 roku był członkiem zespołu operowego Teatru Wielkiego w Moskwie, a od 2001 – jego solistą. Po aspiranturze w Konserwatorium Moskiewskim im. P. Czajkowskiego (w klasie prof. P. Skusniczenko) porzucił zespół Teatru Wielkiego. Następnie występował w teatrach operowych Niżnego Nowogrodu, Joszkar-Oły.
Nikołaj Baskow był jednym z uczniów w klasie mistrzowskiej Montserrat Caballé w Madrycie wraz z córką Montserrat – Marti.
Wśród najbardziej znanych partii operowych Baskowa należy wymienić Leńskiego z opery Eugeniusz Oniegin Piotra Czajkowskiego.
Baskow znany jest też z występów na estradzie, gdzie wykonuje partie operowe, pieśni neapolitańskie, musicale, utwory muzyki estradowej oraz pop.
Był odznaczony tytułem Ludowego artysty Ukrainy. W 2024 został go pobawiony. 